# Área de Conservação da Paisagem de Tilga

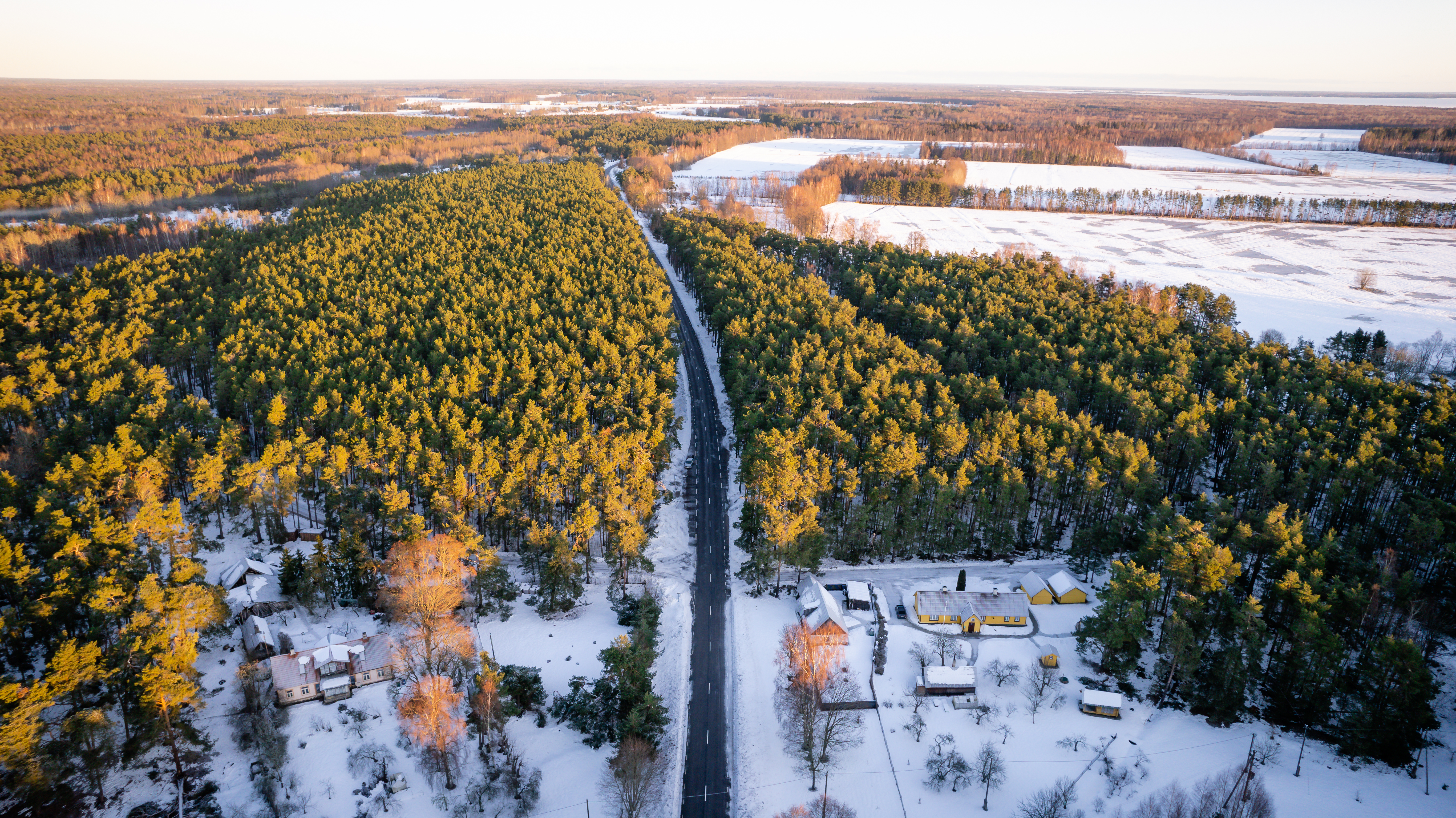
Imagem aérea da área de conservação

A Área de Conservação da Paisagem de Tilga é um parque natural localizado no condado de Hiiu, na Estónia.
A área do parque natural é de 40 hectares.
A área protegida foi fundada em 1998 para proteger o pinhal na orla costeira e a sua biodiversidade. A área está localizada perto de Emmaste.